# Dolichopus sibiricus
Dolichopus sibiricus är en tvåvingeart som beskrevs av Stackelberg 1929. Dolichopus sibiricus ingår i släktet Dolichopus och familjen styltflugor. Inga underarter finns listade i Catalogue of Life.